# Distrito de Dixmuda
El Distrito de Dixmuda (en neerlandés: Arrondissement Diksmuide; en francés: Arrondissement de Dixmude) es uno de los ocho distritos de la Provincia de Flandes Occidental, Bélgica. 

## Lista de municipios
- Diksmuide
- Houthulst
- Koekelare
- Kortemark
- Lo-Reninge

- Datos: Q91402